# 大石 (神戸市)
大石（おおいし）は兵庫県神戸市灘区の大字の一つで、住居表示未実施の山林部は同区西北部の山中に飛び地の入会山としてあるが、本村は同区中央部に大石北町・大石南町・大石東町として存在する。
大石字は北東は六甲山町、南東は篠原、南は五毛、南東は畑原、東は原田、北西は摩耶山町と接する。
令和2年国勢調査（2020年10月1日）における世帯数は1、人口1で内男性0人・女性1人。

## 由来
『摂陽群談』には「東西二箇邑あり、世俗於以之（おいし）と称す」とあり、古くは土地の人は「オイシ」と呼ぶ（なお西の邑は新在家の事である）。『灘区の地名』では大阪がかつて御坂だった様に大石の「大」はさほど意味を持たないのだろうとしている。
『西灘村誌』に天慶2年（939年）の部落名として「八十八石」とあるのを、福原会下山人が「おそらく昔は生ずる石と書いてあったのだろう」として印南郡の石の宝殿が元々生石子と書いた例を引いて、八十八は「米」の誤記で更に「生」の字を誤り記したのではとする人がいるとあり、「生石」として石に霊がこもるという信仰が示唆される。
また一説には大きな石を運び出していたから地名になったともいう。大石村の持山だった長峰山から石を切り出し、大石川の河原を下ろして大石の浜まで出し、俗にダンペイ船と呼ばれる石舟で、大阪の川口まで運んだ。
西郷の中心で、明治17年には47の酒蔵があり、灘五郷の一割を占めていた。
若林泰氏の話では、「オイシ、シンザイケ、ナンデ、カミイワヤ、アタマシラメノ、ワキノハマ」という付近の地名を綴った囃子言葉があったという。